# Eugène-François Vidocq
Eugène-François Vidocq (24 de julio de 1775 - 11 de mayo de 1857) fue un detective y escritor francés, creador de la policiologia y policía científica. Hizo grandes aportaciones a la ciencia de la criminalística, ya que este fue un delincuente y conocía cómo trabajaban los mismos. Fue el primer director de la 'Seguridad Nacional' (Sûreté Nationale) y uno de los primeros investigadores públicos del gobierno. La figura de Vidocq, que tuvo un pasado delictivo, inspiró a Victor Hugo para los dos personajes principales de la novela Los miserables, a Edgar Allan Poe y a Honoré de Balzac.

## Biografía
La mayoría de las informaciones sobre la vida de Vidocq provienen de la biografía escrita por un escritor fantasma. Según esta biografía, Vidocq nació en Arrás, el 23 de julio de 1775. Su padre fue panadero.
Cuando tenía 14 años, Vidocq robó algo de dinero de la panadería de sus padres y huyó de la ciudad. Planeaba navegar a América, pero perdió todo el dinero y tuvo que alistarse en el Regimiento de Borbón al año siguiente.
Soldado poco ejemplar, afirmó después que había luchado en 15 duelos. Durante la guerra con Austria accedió al cuerpo de granaderos, infantería de élite en ese momento. En 1792, Vidocq agredió a su oficial superior cuando éste rehusó participar en un duelo con él. Golpear a un oficial superior suponía la pena capital, por lo que Vidocq desertó y regresó a Arrás.
La Revolución francesa estaba en auge. Vidocq afirmó que había salvado a dos nobles, pero fue capturado y hubo de afrontar el mismo destino (guillotina). Su padre pidió ayuda a la familia Chevalier. Vidocq se enamoró de su hija, Louise, y se casó con ella cuando ésta afirmó que estaba encinta, algo que resultó ser falso. Cuando se dio cuenta de que ella tenía un romance con un oficial, marchó a Bruselas, donde adquirió un pasaporte falso con el nombre de Rousseau. En Bélgica cortejó a una baronesa de bastante edad, y terminó uniéndose a una banda de criminales.
Se trasladó a París, donde gastó el dinero en fiestas y prostitutas, volviendo a actuar de bandido y siendo arrestado en muchas ocasiones, pese a que logró escapar en todas ellas. También fue contrabandista. Cuando se rindió para limpiar su nombre, fue arrestado y condenado a ocho años de trabajos forzados. Fue trasladado a una galera pero escapó otra vez usando un disfraz.
En 1798 marchó a los Países Bajos y trabajó en un buque con patente de corso atacando naves británicas. En Ostende, fue detenido otra vez y enviado a Tolón. Logró escapar con ayuda de otro criminal y volvió a Arrás, donde se mantuvo oculto hasta el año 1800.
En 1801 se convirtió en el amante de la hija de un conde, haciéndose pasar por austríaco. Con ella se trasladó a Ruan, donde estuvo dos años, hasta que las autoridades lo encontraron otra vez. Tuvo que escapar a Boulogne, donde se unió a una tripulación de corsarios y volvió a atacar buques británicos (en aquella época se desarrollaban las guerras napoleónicas en Europa). Empero, un compañero informó a las autoridades en Boulogne y Vidocq fue nuevamente arrestado y trasladado a una prisión en Douai.
En Douai, el procurador general Ransom convenció a Vidocq para que apelara y solicitase un nuevo juicio. Vidocq estuvo esperando cinco meses, tiempo tras el cual volvió a huir. Durante este periodo, su esposa Louise le pidió el divorcio.
Vidocq trató de vivir como un comerciante en Faubourg Saint-Denis, pero un año después fue nuevamente a prisión. Había intentado trabajar como maestro, pero un trato inadecuado con sus alumnas más adultas provocaría su expulsión del pueblo.
En mayo de 1809, con la promesa de amnistía, Vidocq ofreció sus servicios a la policía de París como infiltrado. El inspector Henry le retó a que escapara de la guardia y volviera para probar su sinceridad, como así hizo.
Vidocq empezó a trabajar como un informador que escuchaba a otros encarcelados cuando hablaban entre ellos. Después de doce meses la policía arregló su fuga para que él pudiera trabajar como informador fuera de prisión. Cuando la clase criminal empezaba a sospechar, tomaba otras identidades y se disfrazaba. Una vez fue reclutado para matarse a sí mismo.
Finalmente, Vidocq sugirió la formación de la unidad de policía, llamada 'Brigada de Seguridad' (Brigade de Sûreté), que más tarde se convirtió en la 'Seguridad Nacional' (Sûreté Nationale). Mandaba a doce detectives, de los que muchos habían sido criminales como él. En 1817 tuvo 811 arrestos. Su renta anual fue de 5000 francos y también trabajaba gratuitamente como investigador privado.
En 1814, a comienzos de la Restauración Francesa, Vidocq y la Sûreté trataron de controlar la situación en París. También actuaron contra aquellos que se aprovechaban de la situación postrevolucionaria para reclamar falsos títulos aristocráticos que les habían sido arrebatados durante la Revolución.
La madre de Vidocq murió en 1820, celebrándose su entierro en la catedral de Notre-Dame de París. Ese mismo año, Vidocq se casó con Jeanne-Victoire Guerin, quien murió en 1824. Se casó nuevamente en 1830 con Fleuride Maniez. Pese a todo, mantuvo una reputación de seductor.
En 1824, después de ser coronado, el rey Carlos X de Francia convirtió la policía en un arma política contra disidentes y rebeldes. Vidocq fue acusado de tener simpatías por los movimientos bonapartistas. Un nuevo jefe, Duplessis, forzó su renuncia a raíz de una cuestión trivial. Seis años más tarde, el sustituto de Duplessis, Henri-Joséphe Gisquet, volvió a reincorporarle al cargo.
En 1830, tras la abdicación de Carlos X y el ascenso al trono de Luis Felipe I de Francia, se produjo un repunte de la inseguridad y la delincuencia, con el consiguiente aumento del trabajo policial. La aparición de una epidemia de cólera provocó una ola de disturbios el 5 de junio de ese año, arrestando la Sûreté a docenas de insurgentes.
Algunos sectores de la policía no aprobaban sus métodos y empezaron a aflorar rivalidades y enfrentamientos. En 1832 fue forzado a dimitir tras la acusación de haber instigado un crimen, a través de un mediador, para obtener el mérito de resolverlo. Según el libro de Samuel Edwards, The Vidocq Dossier, las normas de la policía prohibían emplear a ex convictos.
Vidocq abrió entonces una imprenta en la que volvió a emplear a antiguos criminales. El primer libro que intentó publicar fue su autobiografía. Vidocq empleó a L. F. L'Héritier de l'Ain para que le ayudase a escribirla. Sin embargo, muchos historiadores consideran que L’Héritier se tomó demasiadas libertades a la hora de narrar los hechos. No obstante, el propio Vidocq pareció estar de acuerdo en un primer momento, aun cuando solo autorizó los dos primeros volúmenes, de un total de cuatro. Aun así, la biografía fue un éxito.
En 1833 fundó la primera agencia privada de detectives de la que se tiene constancia. Contratando a ex convictos, creó así la «Oficina de pesquisas» (Le bureau des renseignements), sufriendo la oposición de las fuerzas oficiales, que trataron de cerrarla en numerosas ocasiones. En 1842, la policía arrestó a Vidocq como sospechoso de detención ilegal, así como de haber robado los fondos de un caso de malversación que había resuelto. Fue condenado a cinco años de prisión y a una multa de 3000 francos. No obstante, apeló y consiguió ser absuelto.
En sus últimos años, Vidocq escribió varias novelas basándose en sus experiencias en el mundo de los criminales. Algunos historiadores creen que le ayudó su amigo, Honoré de Balzac. Cuando su mujer, Fleuride, murió en septiembre de 1847, se retiró y cerró su agencia, aunque ocasionalmente trabajaría para la policía.
En abril de 1857, Vidocq sufrió una parálisis que le inmovilizó en su hogar del distrito de Marais, en París, falleciendo el 11 de mayo de 1857. Su funeral tuvo lugar el día siguiente en la iglesia de Saint-Denis du Saint-Sacrement.

## Influencia
A Vidocq se le atribuyen multitud de avances en el campo de la investigación criminal, introduciendo los estudios de balística, el registro y creación de expedientes con las pesquisas de los casos, o la propia criminología. Fue el primero en utilizar moldes para recoger huellas de la escena del crimen. Sus técnicas antropométricas tendrían gran repercusión.
Se piensa que Edgar Allan Poe se inspiró en él para crear al detective C. Auguste Dupin, en 1841. También sería la inspiración de Émile Gaboriau a la hora de crear el personaje del detective Monsieur Lecoq, un investigador caracterizado por su constante uso del método científico. De nuevo, sería el referente de Jacques Collin (Vautrin), un personaje recurrente en multitud de novelas de Balzac.
En El enigma de París, de Pablo de Santis, el personaje de Darbon posee una colección de la biografía de Vidocq. Se pueden atribuir rasgos de Vidocq a este personaje.
Respecto a Los miserables, Victor Hugo confesó que se había inspirado en Vidocq para crear a los dos personajes principales, Jean Valjean y el inspector Javert.